# Lochgoilhead
Lochgoilhead är en by i Lochgoilhead and Kilmorich, Cowal, Argyll and Bute, Skottland. Byn är belägen 25 km från Dunoon. Orten hade 825 invånare år 1991.